# Evelyn Denington, Baroness Denington
Evelyn Joyce Denington, Baroness Denington DBE (* 9. August 1907 in Woolwich, London, England; † 22. August 1998 in Brighton, Sussex, England) war eine britische Politikerin. Sie war von 1975 bis 1976 Vorsitzende des Greater London Council.

## Jugend und Anfänge der Karriere
Denington wurde 1907 als Evelyn Joyce Bursill geboren; ihre Eltern waren Philip Charles Bursill und Edith Rowena Montford. Denington besuchte die Blackheath High School, das Bedford College und das Birkbeck College, wo sie ein Abendstudium absolvierte. 1927 wurde sie Redaktionsassistentin der Architecture and Building News, verließ diese Arbeitsstellen jedoch 1931 um eine Umschulung zur Lehrerin zu machen. 1938 trat sie in das Sekretariat der National Association of Labour Teachers ein und blieb da bis 1947 tätig. In Londoner Grundschulen war sie bis 1950 als Lehrerin beschäftigt. 1935 heiratete sie Cecil Dallas Denington, einen Angestellten eines Wertpapierhändlers.

## Politik
Sie und ihr Ehemann wurden 1945 in den St Pancras Borough Council gewählt, dem sie bis 1959 angehörte. Ein Jahr später wurde sie in den London County Council gewählt und ab 1965 gehörte sie dessen Nachfolgeeinrichtung an, dem Greater London Council.
Sie war von 1950 ein Mitglied der Stevenage Development Corporation – Stevenage war aufgrund des New Towns Act 1946 zu einer New Town entwickelt worden – und 1966 deren Vorsitzende. Im selben Jahr wurde sie zum Commander of the Order of the British Empire erhoben. Ihre Funktion in Stevenage füllte sie bis zur Auflösung der Entwicklungsgesellschaft im Jahr 1980 aus. Während ihrer Amtszeit wurde das Zentrum von Stevenage zur ersten vollständigen Fußgängerzone im Vereinigten Königreich. Sie wurde Ehrenmitglied des Royal Institute of British Architects und des Royal Town Planning Institute.
Nach der Schaffung des Greater London Council wurde sie Vorsitzende des Wohnungsbauausschusses. Während der Jahre 1967 bis 1973, als Labour in der Opposition war, war sie stellvertretende Labour-Vorsitzende im Council. 1973 bis 1975 war sie Vorsitzende des Verkehrsausschusses und führte ein, dass Rentner Busse kostenlos benutzen dürfen. Außerdem bewirkte sie einen Stopp des Baus von Stadtautobahnen in London. 1974 wurde sie als Dame Commander of the Order of the British Empire ausgezeichnet, und von 1975 bis 1976 bekleidete sie das Amt der Vorsitzenden des Greater London Council.
Aus dem Greater London Council zog sie sich 1977 zurück. Sie wurde am 10. Juli 1978 als Baroness Denington, of Stevenage in the County of Hertford zum Life Peer kreiert.

## Tod und Vermächtnis
Die Ehe von Denington und ihrem Ehemann blieb kinderlos. Das Ehepaar zog sich nach Hove in den Ruhestand zurück. Nach einem Herzanfall starb Denington am 22. August 1998 im Alter von 91 Jahren in Brighton.
Zu ihren Ehren wurde die Evelyn Denington Road in Newham, London benannt.